# Ekumenický koncil

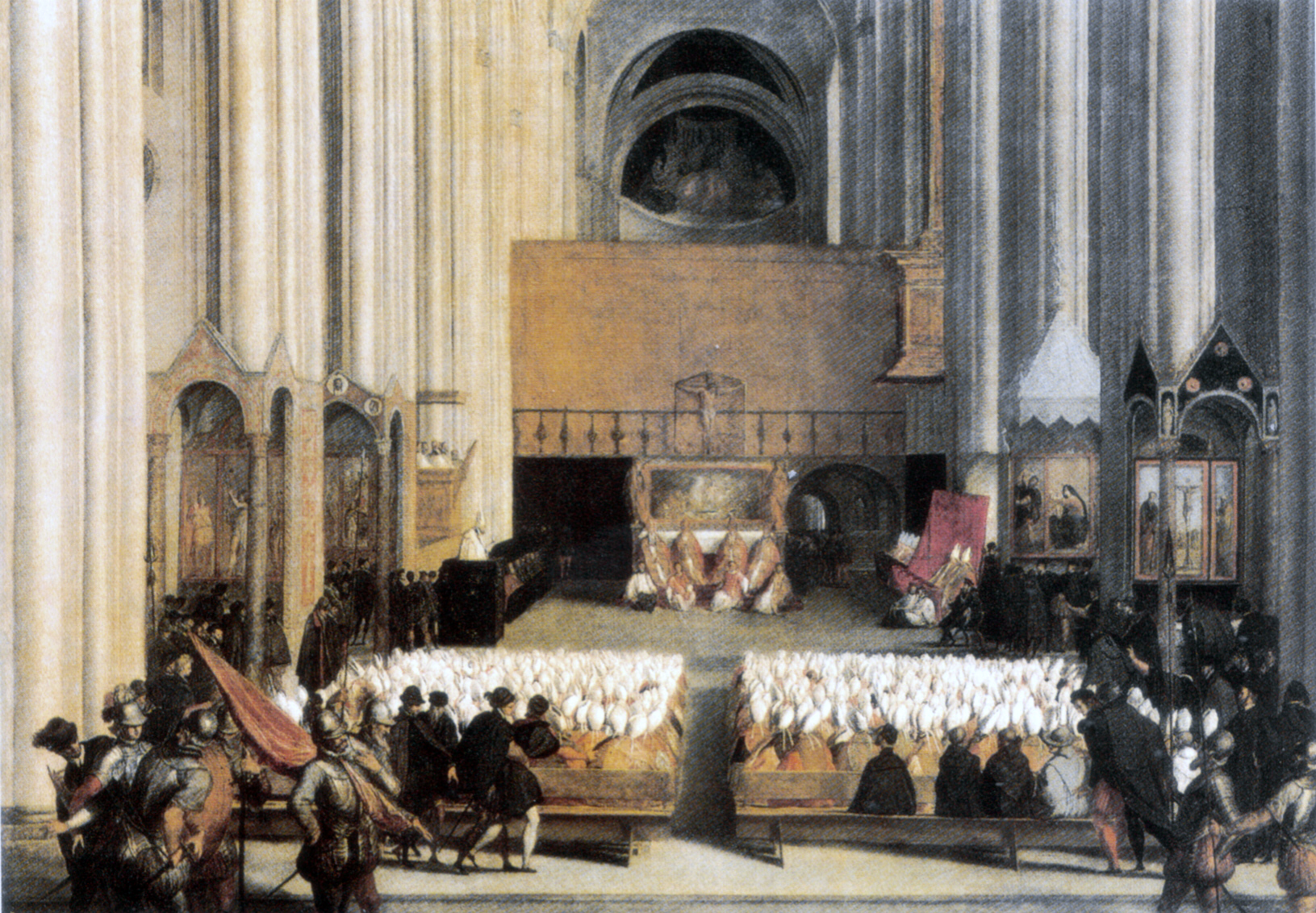
Tridentský koncil

Ekumenický koncil (řec. οἰκουμένη obydlený svět) neboli všeobecný sněm je setkání biskupů (koncil) celé církve na celém světě. Pojem celá církev je vykládán pravoslavím tak, že zahrnuje všechny orthodoxní církve v plném spojení mezi sebou navzájem, zatímco katolická církev vyžaduje krom toho plné společenství s římskou církví, tj. s papežem (kán. 336–341 CIC 1983).

## Seznam ekumenických koncilů
Pořadí koncilů je uvedeno dle počítání katolické církve; pro ostatní církve se obvykle shoduje až po poslední koncil, který uznávají společně s katolíky.
| Pořadí | Název                                         | Rok       | Účastníků          | Místo                       | Jednal o | Uznávají jej                                                                                 |
| 1.     | první nikajský                                | 325       | 318                | Nikaia                      | odsouzení ariánství jako hereze, datum slavení Velikonoc, Milétiovo schizma, platnost křtu heretiků, odpadlí křesťané, návrh nicejského vyznání víry, výsadní postavení alexandrijského, římského, antiochijského a jeruzalémského biskupa                                                                                        | katolíci, pravoslaví, Asyrská církev Východu (tj. nestoriánská),starobylé orientální církve  |
| 2.     | první konstantinopolský                       | 381       | 150                | Konstantinopolis            | ariánství, sabellianismus, Duch Svatý, vypracována formulace trojjediného Boha - Svatá Trojice, kanonizováno nicejsko-konstantinopolské vyznání víry, zavedena hierarchie výsadních postavení církevních hodnostářů z nikajského koncilu: 1. římský biskup, 2. cařihradský patriarcha (nově zařazený), 3. zbývající tři biskupové | katolíci, pravoslaví, Asyrská církev Východu, (tj.nestoriánská), starobylé orientální církve |
| 3.     | (první) efezský                               | 431       | 200–250            | Efesos                      | nestoriánství, Theotokos, pelagianismus | katolíci, pravoslaví, starobylé orientální církve                                            |
| -      | druhý efezský („lupičská synoda“)             | 449       | 130                | Efesos                      | miafyzitismus | starobylé orientální církve                                                                  |
| 4.     | chalkedonský                                  | 451       | 500                | Chalkedon                   | Eutychův monofyzitismus, božská a lidská přirozenost v Kristu | katolíci, pravoslaví                                                                         |
| -      | třetí efezský                                 | 475       | podpisy 500 až 700 | Efesos                      | odsouzení chalkedonského koncilu | starobylé orientální církve                                                                  |
| 5.     | druhý konstantinopolský                       | 553       | 150                | Konstantinopolis            | monofyzitismus | katolíci, pravoslaví                                                                         |
| 6.     | třetí konstantinopolský                       | 680–681   | asi 300            | Konstantinopolis            | monotheletismus, lidská a božská vůle v Kristu | katolíci, pravoslaví                                                                         |
| –      | trullská synoda (quinisext = 5. a 6.)         | 691–692   | 216                | Konstantinopolis            | církevní disciplína | pravoslaví jako součást 6.                                                                   |
| 7.     | druhý nikajský                                | 787       | 350                | Nikaia                      | obrazoborectví | katolíci, pravoslaví                                                                         |
| 8.     | čtvrtý konstantinopolský                      | 869–870   | 25–102             | Konstantinopolis            | Fótios odsouzen; pro římské katolíky je to 8. všeobecný koncil | katolíci                                                                                     |
| -      | čtvrtý konstantinopolský (východní)           | 879–880   | –                  | Konstantinopolis            | Fotios rehabilitován, filioque odsouzeno; pro některé pravoslavné je to 8. všeobecný koncil | pravoslavní                                                                                  |
| 9.     | první lateránský                              | 1123      | 300–1000           | Řím                         | spor o investituru | katolíci                                                                                     |
| 10.    | druhý lateránský                              | 1139      | 1000               | Řím                         | protipapež Anaklet II., celibát kněží | katolíci                                                                                     |
| 11.    | třetí lateránský                              | 1179      | 302                | Řím                         | kataři, valdenští, církevní disciplína | katolíci                                                                                     |
| 12.    | čtvrtý lateránský                             | 1215      | asi 1300           | Řím                         | křížové výpravy, spor o investituru | katolíci                                                                                     |
| 13.    | první lyonský                                 | 1245      | 250                | Lyon                        | císař Fridrich II., církevní disciplína, Velké schizma, křížové výpravy | katolíci                                                                                     |
| 14.    | druhý lyonský                                 | 1274      | 500                | Lyon                        | Svatá země, Velké schizma–lyonská unie, filioque, konkláve | katolíci                                                                                     |
| 15.    | viennský                                      | 1311–1312 | 182                | Vienne                      | templáři | katolíci                                                                                     |
| –      | pisánský                                      | 1409      | –                  | Pisa                        | západní schizma | –                                                                                            |
| 16.    | kostnický                                     | 1414–1418 | 600                | Kostnice                    | západní schizma, Jan Hus | katolíci                                                                                     |
| –      | pavijský                                      | 1423–1424 | –                  | Pavia, Siena                | konciliarismus | –                                                                                            |
| 17.    | basilejský koncil (Basilej–Ferrara–Florencie) | 1431–1449 | 148                | Basilej, Ferrara, Florencie | husitství, velké schizma–florentská unie | katolíci (s výjimkou některých jednání)                                                      |
| 18.    | pátý lateránský                               | 1512–1517 | 100                | Řím                         | církevní disciplína | katolíci                                                                                     |
| 19.    | tridentský                                    | 1545–1563 | 255                | Trento                      | protestantství, katolická reformace | katolíci                                                                                     |
| 20.    | první vatikánský                              | 1869–1870 | 744                | Bazilika sv. Petra, Vatikán | racionalismus, liberalismus, materialismus | katolíci                                                                                     |
| 21.    | druhý vatikánský                              | 1962–1965 | 2540               | Bazilika sv. Petra, Vatikán | církev v moderním světě | katolíci                                                                                     |